# (16180) Rapoport
(16180) Rapoport (2000 AZ136) – planetoida z pasa głównego asteroid okrążająca Słońce w ciągu 3,31 lat w średniej odległości 2,22 j.a. Odkryta 4 stycznia 2000 roku.